# Siergiej Fiłatow (polityk)
Siergiej Aleksandrowicz Fiłatow, ros. Сергей Александрович Филатов (ur. 10 lipca 1936 w Moskwie, zm. 25 sierpnia 2023) – radziecki i rosyjski działacz społeczny i polityk.
Absolwent Moskiewskiego Instytutu Energetycznego. Od stycznia do listopada 1991 sekretarz Prezydium Rady Najwyższej RFSRR. Od listopada 1991 I wiceprzewodniczący Rady Najwyższej Federacji Rosyjskiej. Od stycznia 1993 szef administracji prezydenta Jelcyna. Deputowany do Dumy Państwowej Federacji Rosyjskiej.